# 33 (album Maty)
<33 (czyt. serce) – trzeci album studyjny polskiego rapera Maty. Wydawnictwo ukazało się 8 września 2023 roku nakładem wytwórni muzycznej SBM Label.
Za okładkę odpowiedzialny jest Maciej Kość Bamoy.
Wydawnictwo uzyskało status złotej płyty, przekraczając liczbę 15 tysięcy sprzedanych kopii.

## Zapowiedzi
Mata pierwotnie zapowiedział premierę na Dzień Matki, jednak premiera została później przesunięta 2 dni przed. Zamiast tego, 24 maja 2023 roku, opublikowany został singiel M. Zapowiedziano także wersję limitowaną w sprzedaży za 133 zł, której ostatecznie sprzedał się cały nakład.
14 lipca 2023 roku, podczas koncertu urodzinowego, Mata zapowiedział, że nowa płyta ukaże się we wrześniu. Przedstawił też jej nazwę: <33. Powiedział, że jeszcze nie wie, jak czytać ten tytuł. Zapytał fanów o zdanie i poprosił, aby nadsyłali listy z propozycjami. Miesiąc później, podczas SBM FFestivalu, ogłosił, że już dzięki listom fanów wie, jak czytać nazwę: serce.
Kilka dni po swoich urodzinach wypuścił kolejny singiel Kryształową Kulę.
22 sierpnia 2023 roku opublikował singiel Płyta nie siada i zapowiedział premierę nowego albumu na 8 września 2023. 3 września 2023 roku, na kilka dni przed premierą, raper wypuścił ostatni singiel JESTEŚ POJ384NA.

## Utwory
Lista utworów:
| Nr  | Tytuł                                    | Czas trwania |
| --- | ---------------------------------------- | ------------ |
| 1.  | ELEKTRYCZNE KRZESŁO                      | 1:51         |
| 2.  | W GŁOWIE OD PIENIĘDZY SIĘ P*******       | 2:20         |
| 3.  | PŁYTA NIE SIADA                          | 2:31         |
| 4.  | ogród (Ft. FLORY)                        | 2:46         |
| 5.  | tired of love (Ft. Slowez)               | 2:21         |
| 6.  | W (Ft. Rock AngelZ)                      | 1:56         |
| 7.  | RÓŻOWE OSH33                             | 3:33         |
| 8.  | JESTEŚ POJ384NA                          | 2:44         |
| 9.  | Kryształowa kula                         | 2:30         |
| 10. | Ken i Barbie                             | 2:10         |
| 11. | SZUKAM MENADŻERA                         | 1:49         |
| 12. | I DON'T WANNA DIE (Ft. kets4eki & Tadeo) | 2:27         |
| 13. | M                                        | 1:40         |
| 14. | goat                                     | 2:29         |
| 15. | 5 MALIN REMIX (bonus track)              | 2:28         |

## Odbiór
Anna Bortniak stwierdziła, że płyta jest „całkiem okej", jednak biorąc pod uwagę promocję i oczekiwania to za mało: „po prostu całkiem brak tu historii, brak pazura, wszystko bardzo letnie, powolne, wtórne lub bez polotu". Utwór JESTEŚ POJ384NA oceniła jako chwytliwy, jednak niezbyt odkrywczy. Utwór W określiła jako trwającą prawie dwie minuty „zapchajdziurę" Zwróciła też uwagę, że na 15 kawałków tylko jeden trwa powyżej trzech minut.
Grzegorz Kempiński zwraca uwagę, że Mata przyzwyczaił odbiorców do sztucznych premier, a jego kariera była jedną z najbardziej rozdmuchanych w muzycznym show-businessie. Stwierdził, że promocja była chaotyczna i po przesłuchaniu ma „poczucie diametralnej różnicy względem początkowych oczekiwań postawionych przed nowym albumem Maty" W jego ocenie Mata dźwiga bez problemu cały krążek, ale trudno wskazać tutaj wyróżniające się zwrotki i numery, które wybijają się na tle innych i powodują, że dany moment na <33 nabiera nagle jakiejś wyjątkowej wartości. Puentuje swoją wypowiedź, że bezpieczny charakter płyty spowoduje, iż raczej utwory z tej nie płyty nie będą lądować na naszych playlistach.

## Pozycja albumu na liście przebojów

### Listy tygodniowe
| Notowanie                | Okres                         | Miejsce | Źródło |
| ------------------------ | ----------------------------- | ------- | ------ |
| OLiS                     | 8 września – 14 września 2023 | 1       | [ 16 ] |
| OLiS – albumy fizycznie  | 8 września – 14 września 2023 | 1       | [ 17 ] |
| OLiS – albumy w streamie | 8 września – 14 września 2023 | 1       | [ 18 ] |

### Certyfikat
| Kraj          | Certyfikat  | Sprzedaż |
| ------------- | ----------- | -------- |
| Polska (ZPAV) | złota płyta | 15 000+  |